# Bergerac Périgord Football Club
O Bergerac Périgord Football Club é um clube de futebol com sede em Bergerac, França. A equipe compete no Championnat de France Amateur.

## História
O clube foi fundado em 1916.